# Presidencia de Abraham Lincoln

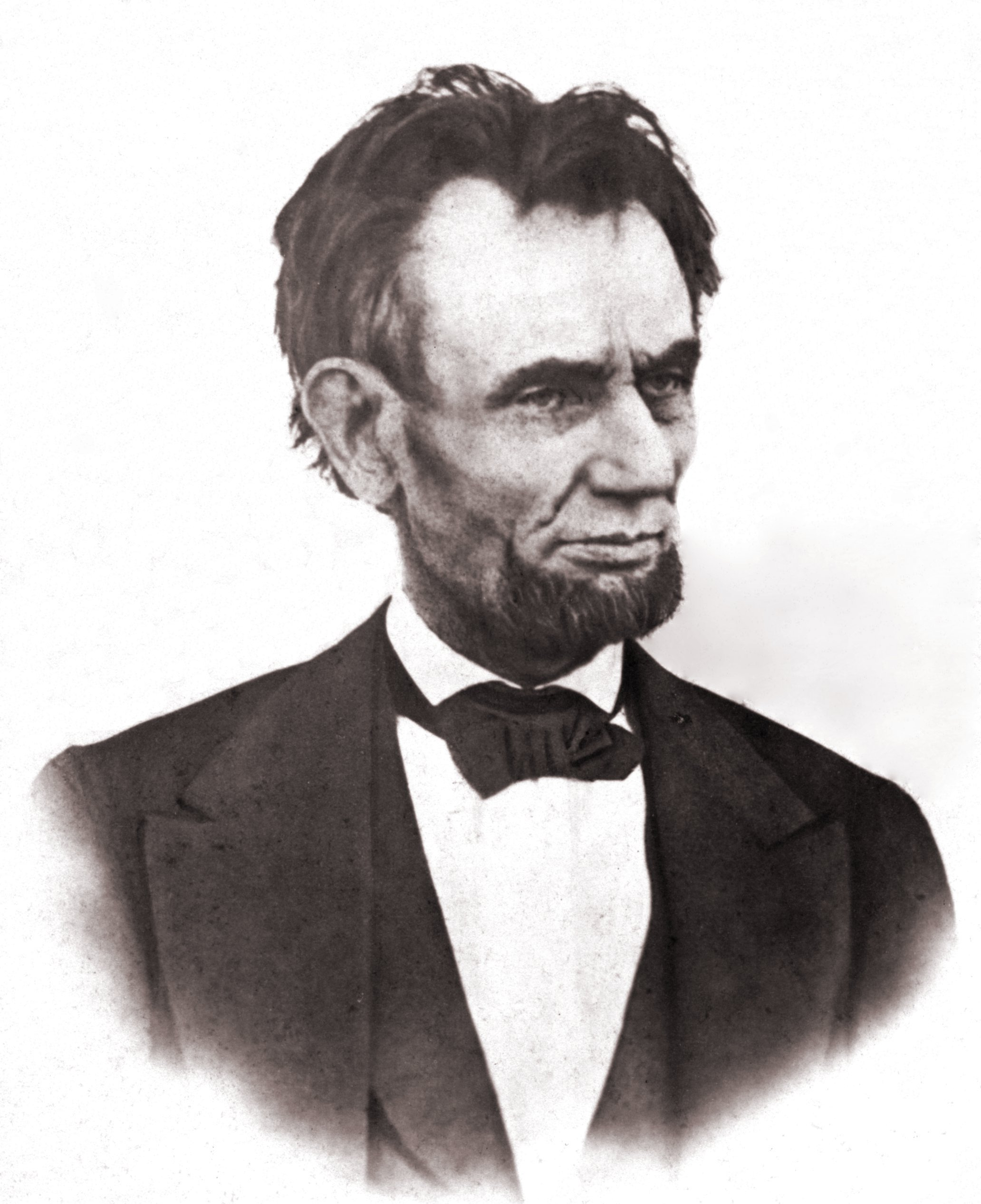
Última fotografía conocida de Abraham Lincoln, tomada en el balcón de la Casa Blanca, 6 de marzo de 1865.

La presidencia de Abraham Lincoln comenzó cuando tomó posesión del cargo como 16.º Presidente de los Estados Unidos el 4 de marzo de 1861. Terminó con su muerte el 15 de abril de 1865. Durante su presidencia reclamó más prerrogativas que cualquier otro presidente anterior. Como resultado, los pequeños y relativamente limitados poderes del presidente crecieron enormemente durante su mandato. Cuando Lincoln ganó la elección presidencial de 1860, lo hizo sin el apoyo de ninguno de los estados del sur. Desde la década de 1830, los estados sureños habían hablado sobre la secesión, pero se convirtió en un asunto serio en 1860. Entre la elección y la toma de posesión de Lincoln en marzo de 1861, siete estados se habían separado de la Unión. Formaron los Estados Confederados de América (CSA). Cuando los confederados atacaron Fort Sumter el 12 de abril de 1861 y lo capturaron al día siguiente, comenzó la Guerra Civil Americana. A pesar de tener poca experiencia militar previa, Lincoln logró destacarse como un gran presidente de guerra. En 1863, su Proclamación de la Emancipación liberó a los esclavos en los estados sureños. Esto condujo directamente a la abolición de la esclavitud en los Estados Unidos. Pronunciado a finales de ese año, su discurso en Gettysburg es y sigue siendo uno de los discursos más importantes de la historia estadounidense. En 1865, cuando la guerra civil estaba terminando, John Wilkes Booth, un simpatizante confederado, le disparó y lo mató. Su muerte convirtió a Lincoln en un mártir de la Unión. Es ampliamente reconocido como uno de los más grandes presidentes en la historia de Estados Unidos.

## La campaña presidencial de Lincoln de 1859
Para entonces Lincoln era bien conocido en la política de Illinois. En 1858 había debatido sobre Stephen A. Douglas en una apuesta por el Senado de los Estados Unidos y perdió. En ese momento, los senadores estadounidenses eran elegidos por sus legislaturas estatales. Así que tanto Lincoln como Douglas estaban intentando que sus respectivos partidos ganaran el control de la legislatura de Illinois. Aunque Illinois era un estado libre, el tema principal de los siete debates fue la esclavitud.
Lincoln pasó los siguientes 16 meses pronunciando discursos para varios candidatos republicanos en el norte. Esto le hizo muchos amigos políticos y también le preparó para su candidatura a la presidencia. Hasta ahora, el candidato más fuerte era William H. Seward de Nueva York. Seward se opuso firmemente a la esclavitud en cualquier lugar de los EE. UU. Lincoln adoptó una visión más moderada y se opuso a la propagación de la esclavitud en los nuevos estados occidentales.
A medida que Lincoln se hizo más popular en el recién formado Partido Republicano, fue invitado a dar discursos en varios estados. En octubre de 1859, fue invitado a hablar en la iglesia de Henry Ward Beecher en Brooklyn, Nueva York. Lincoln pasó meses preparándose para este discurso; más tiempo del que había dedicado a cualquier discurso que había dado durante los debates senatoriales. En el último minuto, el sitio para su discurso fue trasladado a Cooper Union en Manhattan. Lincoln sabía por qué se le pidió que diera la dirección. Estaba siendo ascendido como una alternativa a Seward y otros posibles candidatos republicanos. El discurso de Cooper Union le dio a Lincoln la atención que necesitaba para convertirse en el candidato republicano a la presidencia en 1860.
En abril de 1860, los demócratas celebraron su convención política, los demócratas del sur salieron y la convención se cerró sin nominar un candidato. Las dos partes celebraron sus propias convenciones dos meses después. Stephen Douglas era el candidato de los Demócratas del Norte. John C. Breckinridge se presentó a los Demócratas del Sur. John Bell, el senador de Tennessee, se presentó al Partido de la Unión Constitucional. La división en el partido demócrata casi garantizó que Lincoln podría ganar la presidencia. A principios de 1860, Lincoln no era un candidato importante a la presidencia. El 6 de noviembre de 1860, con el 39% del voto popular y una mayoría en el Colegio Electoral, Lincoln fue elegido Presidente. La participación electoral fue de 81.2%, la segunda más alta en la historia de los Estados Unidos.

## Crisis de secesión de 1860-1861

Crisis de secesión: estados que se separaron antes del 15 de abril de 1861 (rojo oscuro)

En noviembre de 1860, con Lincoln como ganador aparente, estalló una crisis que había estado ardiendo durante al menos una década. Los sureños estaban indignados por la elección de Lincoln, que se opuso a la esclavitud en territorios y nuevos estados. Empezaron a actuar casi inmediatamente. James Chesnut, Jr., Senador de Carolina del Sur, renunció apenas cuatro días después de las elecciones. El presidente James Buchanan solo empeoró las cosas. En diciembre, escribió un mensaje al Congreso. En ella declaró que pensaba que la secesión era ilegal. Pero agregó que el gobierno federal no puede actuar para impedir que ningún estado abandone la Unión. Los norteños no podían entender cómo Buchanan podía decir semejante cosa. Después de eso, el gabinete de Buchanan comenzó a desmoronarse. Howell Cobb, el secretario del Tesoro de Georgia, dijo a Buchanan que renunció. Una semana después, Lewis Cass, el Secretario de Estado (de Míchigan) se fue porque Buchanan no había hecho nada para detener la crisis de secesión.
Carolina del Sur fue la primera en actuar. Los líderes de allí habían advertido que si un republicano ganaba las elecciones de 1868, abandonaría la Unión. El 20 de diciembre de 1860 en una convención especial, ellos aprobaron una resolución unánime para separarse. En enero de 1861 fueron seguidos por Misisipi, Florida, Alabama, Georgia y Louisiana. Texas se separó el 1 de febrero. Mientras que las resoluciones para la secesión fueron preparadas en otros estados, no se aprobaron más durante este período.
Mientras que Buchanan no hizo nada, varios senadores hicieron discursos en el Congreso tratando de calmar las cosas. La Conferencia de Paz de 1861 se celebró en el Hotel Willard de Washington el 4 de febrero de 1861. De los 33 estados, 21 enviaron delegados. El expresidente John Tyler, oriundo de Virginia, fue elegido presidente. La convención duró unas dos semanas. Durante ese tiempo se crearon varias propuestas que fueron entregadas al Congreso. Se elaboraron una serie de compromisos que tomarían la forma de enmiendas propuestas a la Constitución de los Estados Unidos. Pero ninguno fue aprobado por el Congreso. En la toma de posesión de Lincoln, viajó en un carruaje junto al presidente saliente. A Buchanan se le cita diciendo a Lincoln:"Si eres tan feliz de entrar a la presidencia como yo de salir, entonces eres un hombre muy feliz". En cuestión de semanas, otros cuatro estados esclavos se separaron y los confederados dispararon contra Fort Sumter.

## Primer discurso inaugural de Lincoln
El 7 de marzo de 1863, Lincoln pronunció su primer discurso inaugural como parte de su juramento como 16º Presidente de los Estados Unidos. El discurso se dirigió principalmente a la población del Sur. Su intención era presentar las políticas y deseos de Lincoln hacia el Sur, donde siete estados habían formado los Estados Confederados de América. Su discurso fue escrito en un espíritu de amistad hacia los estados separados. Se refirió a varios puntos. Lincoln prometió no interferir con la esclavitud en los estados donde ya existía. Dijo que no habría hostilidad federal hacia los estados que por el momento se han separado. El gobierno federal "retendría, ocuparía y poseería" su propiedad. También recaudaría sus impuestos. Cerró su discurso con la advertencia:{{Cita|1=En su mano, compatriotas míos, y no en la mía, está el tema trascendental de la guerra civil. El gobierno no te atacará. No podéis tener ningún conflicto sin ser vosotros mismos los agresores. No tenéis juramento en el cielo para destruir al gobierno, mientras que yo tendré el más solemne para preservarlo, protegerlo y defenderlo... No somos enemigos, sino amigos. No debemos ser enemigos. Aunque la pasión haya sido tensa, no debe romper nuestros lazos afectivos. Los acordes místicos de la memoria, que se extienden desde todos los campos de batalla y tumbas patriotas, hasta todos los corazones y corazones vivientes, por todas partes de esta amplia tierra, aún inundarán el coro de la Unión, cuando sean tocados de nuevo, como seguramente serán, por los mejores ángeles de nuestra naturaleza.

## Administración de Lincoln
La presidencia de Lincoln duró unos cuatro años. Corrió desde el 4 de marzo de 1861 hasta que un simpatizante confederado le disparó y murió el 15 de abril de 1865. Casi todo su tiempo en el cargo fue consumido por la Guerra Civil. Desde su elección por el Colegio Electoral el 15 de febrero hasta su toma de posesión el 4 de marzo, Lincoln tuvo poco tiempo para montar un gabinete.

### El gabinete de Lincoln
El gabinete de Lincoln era único en la historia americana. Incluyó a todos sus principales rivales para la nominación republicana de 1860. Como parte de las negociaciones políticas que condujeron al nombramiento, a algunos se les había prometido un puesto en el gabinete. No era un grupo armonioso ya que la mayoría de ellos no se gustaban. Tenían diferentes ideas sobre el gobierno del país, diferentes éticas y diferentes personalidades. En particular, Simon Cameron, fue forzado en Lincoln por un acuerdo alcanzado con los delegados de Pensilvania en la Convención Republicana. Ya tenía fama de ser incompetente y corrupto. Según el acuerdo, era el Secretario de Guerra de Lincoln.
Miembros incluidos:
- Hannibal Hamlin, Vicepresidente primero de Lincoln (1861-1865).
- Andrew Johnson, segundo vicepresidente de Lincoln (1865-1865) y 17º presidente de los Estados Unidos.
- Salmon P. Chase, Secretario del Tesoro de los Estados Unidos. En 1864 se convirtió en Presidente del Tribunal Supremo.
- Simon Cameron, Secretario de Guerra (1861-1862).
- Edwin Stanton, Secretario de Guerra (1862-1865).
- William H. Seward, Secretario de Estado (1861-1865).
- Gideon Welles, Secretario de la Marina (1861-1865).
- Montgomery Blair, director general de Correos (1861-1864).
- Edward Bates, procurador general (1861-1864).

### Asuntos internos
La administración Lincoln se encontró encargada de guiar al país a través de sus días más oscuros. Heredó los problemas de su predecesor, el presidente James Buchanan. En su propio discurso inaugural cuatro años antes, Buchan había llamado a los temas de la esclavitud "felizmente, un asunto de poca importancia práctica". Buchanan tomó la posición que no tenía el poder de hacer nada sobre la inminente guerra civil. Él dijo:"Está más allá del poder de cualquier presidente, no importa cuáles sean sus propias proclividades políticas, para restaurar la paz y la armonía entre los estados. Sabiamente limitado y restringido como es su poder en virtud de nuestra Constitución y nuestras leyes, él solo puede lograr poco para bien o para mal en una cuestión tan trascendental ", mientras la guerra civil se acercaba, bajo la presidencia de Buchanan el país cayó en una recesión.
En vez de ignorar o aceptar la situación, Lincoln tuvo que reparar una nación rota o verla destrozada. Entre la elección presidencial y su toma de posesión, los siete estados que se separaron formaron los Estados Confederados de América. Su constitución se inspiró en la Constitución de los Estados Unidos con cuatro diferencias. Apoyó la soberanía de los Estados. Garantizó que la esclavitud siempre existiría en los estados confederados. No permitió que el Congreso del Sur estableciera aranceles protectores. También limitó el mandato del presidente de los estados confederados a 6 años. Jefferson Davis fue elegido presidente del CSA. Era dueño de un esclavo de Misisipi, senador estadounidense y había sido secretario de guerra bajo el presidente Franklin Pierce. La CSA asumió varias posiciones filosóficas que difirieron de las de los Estados Unidos. Asumió que Estados Unidos era meramente una asociación de estados soberanos como lo habían sido bajo los Artículos de la Confederación antes de la aceptación de la Constitución de Estados Unidos. Sostuvieron que, como tales, cada Estado era libre de abandonar la asociación de Estados. El Norte veía a la Unión como un país permanente. Lincoln señaló que cada Estado había renunciado a su propia soberanía cuando ratificó y aceptó la Constitución. También argumentó que ningún Estado tenía derecho a rebelarse contra su país, los Estados Unidos de América. Pero Lincoln guardó silencio sobre el CSA desde su formación hasta su toma de posesión. Reiteró su promesa de campaña de que como Presidente no tomaría medidas para detener o limitar la esclavitud en los estados donde ya existía. Sin embargo, no aceptó las propuestas de la Comisión de Paz. Demostrando sus intenciones pacíficas, su discurso inaugural tuvo como objetivo impedir que otros estados del Sur se unieran a la CSA. No eran enemigos. No atacaría al CSA sino que conservaría y mantendría todas las propiedades del gobierno de los Estados Unidos que existían en los estados del sur.
Un día después de su toma de posesión, Lincoln recibió un despacho del comandante Robert Anderson. Era el comandante del Fuerte Sumter, en el puerto de Charleston. Informó a Lincoln que si el fuerte no era reabastecido pronto, él y sus hombres tendrían que irse. Lincoln pensó en una forma de reabastecer el fuerte sin empezar a pelear. Enviaría naves de suministro desarmadas a Fort Sumter. Informó al Presidente Davis de sus intenciones. De esta manera, Estados Unidos no comenzaría ninguna lucha sino que conservaría el fuerte como Lincoln había prometido. Inmediatamente Davis envió al general P. G. T. Beauregard a forzar la rendición del fuerte antes de que las naves de suministro pudieran llegar. A las 4:30 a. m. de la mañana del 12 de abril de 1861, las armas confederadas comenzaron un bombardeo del Fuerte Sumter. Después de 33 horas, el Mayor Anderson entregó el fuerte. Este fue el comienzo de la Guerra Civil.
La guerra duró cuatro años. El Norte no anticipó que el Sur lucharía casi hasta el último hombre para defender su "libertad". El Sur no tenía ni idea de que el Norte, dirigido por Lincoln, mostraría una voluntad férrea de preservar la Unión a toda costa.

### Asuntos exteriores
Una de las estrategias militares de Lincoln fue bloquear los puertos del sur y aproximadamente 5.600 km de costa. Al principio de la guerra, con solo unos pocos barcos, esto era casi imposible. Al final de la guerra, la Unión había capturado o destruido a 1500 corredores de bloqueo. Pero con casi 5 de cada 6 comercios capaces de eludir el bloqueo, Gran Bretaña argumentó que no era reconocido por el derecho internacional como un "bloqueo de papel". La Confederación solo pudo enviar una pequeña parte de su principal cultivo comercial, el algodón, a Inglaterra durante la guerra. Tres años antes de la guerra, el Sur había enviado 10 millones de fardos de algodón al año. Durante la guerra enviaron un total de solo 500.000 pacas. Pero los fabricantes ingleses habían almacenado grandes cantidades de algodón del sur de las enormes exportaciones antes de la guerra. Lo que tenían a mano los llevó durante la mayor parte de la guerra.
En 1861, tanto la Confederación como la Unión querían la ayuda de Gran Bretaña. El Norte contaba con ellos por su condena a la esclavitud. La Confederación contaba con su ayuda debido a la gran importancia que su algodón tenía para la economía británica. Así que ambas partes tenían relaciones diplomáticas con Gran Bretaña. El Sur necesitaba la ayuda de Gran Bretaña para ganar la guerra. Además, sin la ayuda de Gran Bretaña, Francia no se atrevería a interferir aunque ya fuera amiga del Sur. El 4 de mayo de 1861, la Reina Victoria emitió una proclamación declarando la neutralidad de Gran Bretaña en la guerra y reconociendo a la Confederación como beligerante en el conflicto. Esto enfureció a Lincoln. Seward, su Secretario de Estado, ya había dado instrucciones al nuevo ministro británico para que renunciara y volviera a casa en caso de que la Reina reconociera a la Confederación. Francia siguió con una declaración similar que también reconocía a la CSA como nación. Seward advirtió a ambas naciones de la posibilidad de una guerra con Estados Unidos sobre este tema.
El primer ministro británico Lord Palmerston envió una flota de buques de guerra navales al Atlántico occidental como preparación para un ataque sorpresa a la ciudad de Nueva York. Tenían la intención de utilizar el barco más grande del mundo, el SS Great Eastern, como transporte de tropas. Vieron que una huelga contra Nueva York sería una huelga contra el centro comercial estadounidense. Pero en la primavera de 1862, los británicos se enteraron del buque de guerra blindado de la Unión, el USS Monitor. Esto canceló cualquier plan de invasión. Mientras que la Marina Británica tenía naves de guerra blindadas, necesitaban aguas profundas para navegar. El Monitor y los barcos del Norte como ella podrían destruir barcos británicos si intentan bloquear los puertos del Norte. A Rusia también le preocupaba que los británicos y/o franceses pudieran intervenir. Durante el verano de 1862, una coalición de naciones consideró intervenir para mediar en la guerra. Entre ellos se encontraban Gran Bretaña, Francia, Prusia, Austria y Rusia. Pero en el otoño de 1863, el Zar Alejandro II de Rusia envió su armada para proteger a los Estados Unidos de cualquier invasión de Gran Bretaña y Francia. Su flota báltica comenzó a llegar al puerto de Nueva York el 24 de septiembre de 1863. La flota rusa del Lejano Oriente fue enviada a San Francisco.
Durante el resto de la guerra, la mayoría de los países europeos no tuvieron mucho que ganar reconociendo a la Confederación como una nación soberana. Lincoln fue diplomático en el manejo de dos confederados que habían sido arrestados en el barco británico Trent. Ordenó la liberación de ambos. Las malas cosechas en Europa han hecho populares los productos agrícolas de la Unión. Egipto y la India fueron capaces de suministrar el algodón que anteriormente se compraba al sur antes de la guerra. La Unión también era un buen cliente de armas pequeñas y otros productos manufacturados de Europa. Sin embargo, docenas de corredores de bloqueo y buques de guerra fueron construidos para la Marina Confederada por constructores navales ingleses durante la guerra.

## Lincoln como comandante en jefe
En 1861, la Guerra Civil Americana fue la primera guerra total moderna. Y en 1861, nadie en los Estados Unidos sabía cómo luchar una. Podrían alistarse hombres y fabricar artículos de guerra, pero los generales se tomaron su tiempo para entrenarse. El general en jefe del ejército en 1861 fue Winfield Scott, a cargo de un ejército de solo unos 16.000 hombres. Scott era a la vez viejo y de la vieja escuela (es decir, no tenía ningún entrenamiento moderno). Bastantes oficiales habían sido entrenados en West Point, pero en ese momento West Point enseñaba ingeniería, matemáticas y fortificaciones. Enseñó muy poco sobre estrategia y nada sobre dirigir grandes formaciones de soldados en el campo. Nadie había aprendido nada sobre el trabajo del personal ni sobre cómo dirigir un ejército, excepto unos pocos que sabían leer francés o que tenían experiencia militar en Europa. Uno de los peores problemas es que los comandantes de campo ni siquiera tenían mapas precisos de las áreas en las que tenían que moverse y luchar. Excepto en Occidente, no existían mapas locales para muchas partes del país. A diferencia de Jefferson Davis, que sí tenía experiencia militar, Lincoln casi no tenía ninguno.
Lincoln se enfrentó a una curva de aprendizaje muy empinada cuando comenzó la guerra. Pero Lincoln fue un estudio rápido. Había aprendido a ser abogado. Aprender estrategia militar demostró ser otra cosa que podía hacer muy bien. Leyó libros sobre estrategia, historia militar y aprendió de los éxitos y fracasos de sus tropas en el campo. También aprendió de las tácticas militares del enemigo. Él aprendió tan bien que en 1862, el historiador T. Harry William dijo acerca de él:"Lincoln se destaca como un gran presidente de guerra, probablemente el más grande de nuestra historia, y un gran estratega natural, uno mejor que cualquiera de sus generales". Aunque no hay evidencia de que haya leído On War de Karl von Clausewitz, sus acciones siguieron el argumento central del libro:"El objetivo político es la meta, la guerra es el medio para alcanzarla y los medios nunca pueden ser considerados aisladamente de su propósito". Por lo tanto, está claro que la guerra nunca debe ser considerada como algo autónomo, sino siempre como un instrumento de política".

## Otros sitios web
- President Abraham Lincoln 1st Inaugural Address; YouTube
- Lincoln and Davis: War Presidents: YouTube
- Abraham Lincoln vs. the British Empire - part 1: YouTube
- Abraham Lincoln vs. the British Empire - part 2:YouTube

- Datos: Q7241091
- Multimedia: Presidency of Abraham Lincoln / Q7241091